# John Romero

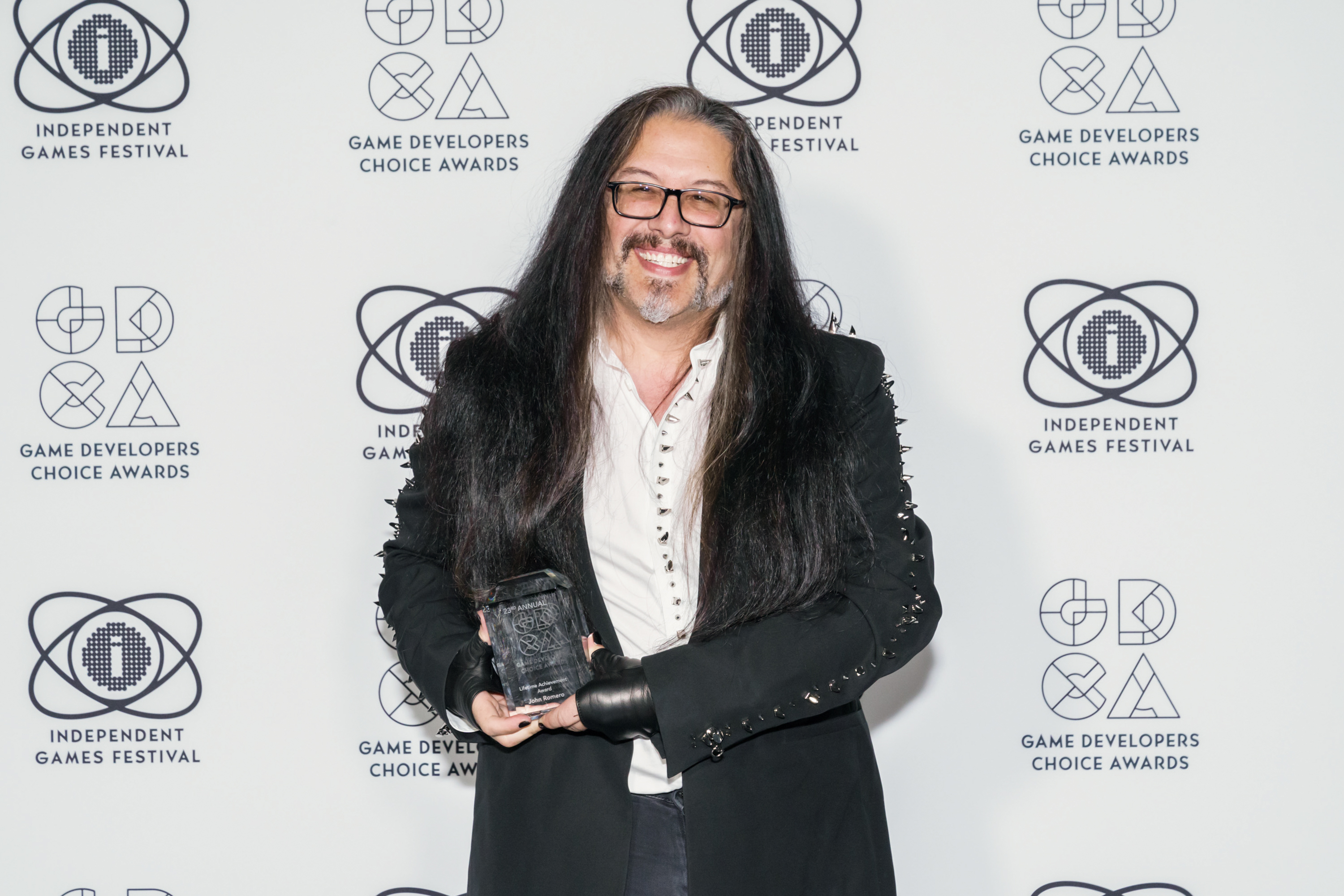
John Romero (2023 auf der GDC)

Alfonso John Romero (* 28. Oktober 1967 in Colorado Springs, Colorado) ist ein US-amerikanischer Spieleentwickler und gilt zusammen mit John Carmack als Vater des Ego-Shooter-Genres. Er gehört zu den Gründern der Studios id Software und Ion Storm.

## Leben
Romero und Carmack lernten sich bei ihrer Spieleentwicklungsarbeit für Softdisk, einem Computermagazin, das auf Diskette erschien, kennen. Zusammen entwickelten sie einige Spiele für Softdisk und starteten dann mit dem Spiel Commander Keen ihr eigenes Unternehmen id Software. Dieses erwarb sich mit Spielen wie Wolfenstein 3D, Doom und Quake große Bekanntheit und gilt als Hauptbegründer des heute sehr beliebten Ego-Shooter-Genres.

Nach der Veröffentlichung von Quake gründete John Romero zusammen mit Tom Hall – ebenfalls ehemals bei Softdisk und id Software – und weiteren Geschäftspartnern die Firma Ion Storm, um das Ego-Shooter-Spiel Daikatana zu entwickeln. Die Entwicklung verlief jedoch problematisch und erlitt etliche Verzögerungen sowie personelle Wechsel im Entwicklerteam. Beispielsweise wurde es im Voraus mit einer breitbeinigen Werbekampagne beworben. Auf Vorschlag des damaligen Ion-Storm-Geschäftsführers Mike Wilson und mit Romeros Einverständnis veröffentlichte das Studio ein zweiseitige Werbeanzeige, auf der mangels vorzeigbaren Materials ausschließlich der Spruch “John Romero’s about to make you his bitch” (deutsch: „John Romero wird dich demnächst dominieren“) und Romeros Markenspruch “Suck it down” (deutsch: „Schluck’s runter“) zu lesen war. Die Überheblichkeit der Anzeige entwickelte sich für Ion Storm und insbesondere Romero zu einem medialen Bumerang und wurde rückblickend als einer der größten Marketing-Fehler in der Spielegeschichte bewertet. Statt wie ursprünglich geplant im Winter 1997, erschien Daikatana erst nach über drei Jahren Entwicklungszeit im Mai 2000, war technisch veraltet und wurde von der Fachpresse und dem Großteil der Spieler sehr negativ aufgenommen. 2010 äußerte Romero in einem Interview mit seiner späteren Frau Brenda Brathwaite, dass er die Anzeige nachträglich bereue, da sie seine Beziehung zu Kollegen und Fans nachhaltig belastet habe. Während der turbulenten Ion-Storm-Zeit kam 1998 außerdem zeitweise das Gerücht auf, Romero sei verstorben. Für einen Artikel des Texas Monthly Magazine wurde ein Bild mit einem als Schussopfer geschminkten Romero aufgenommen, das anschließend ohne Kontext über das Internet verbreitet wurde und so zu dieser Fehlinformation führte. Nach dem Daikatana-Debakel blieb Romero noch bis zur Veröffentlichung von Tom Halls Anachronox, bevor er mit Hall zusammen das von ihm gegründete Studio im Juli 2001 verließ. Publisher Eidos Interactive, der 1999 die Mehrheit am Studio übernommen hatte, schloss die Dallas-Büros noch im selben Monat.

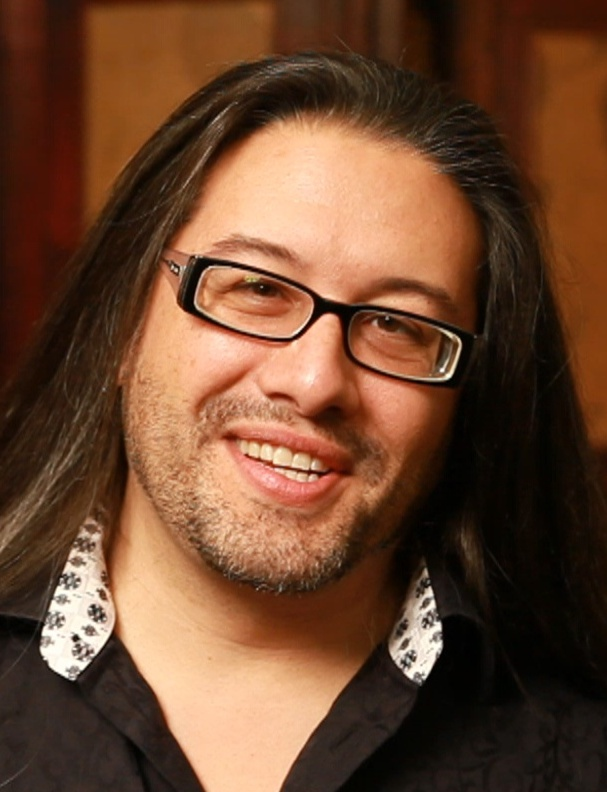
John Romero (2012)

In der Folge gründete Romero 2001 zusammen mit Hall, Case und Brian Moon das Studio Monkeystone Games, eine kleine Entwicklungsfirma, um Spiele für den stark aufstrebenden Markt von Spielen für Handhelds, Mobiltelefone etc. zu entwickeln. Seit März 1998 ist Romero Vorsitzender des Advisory Boards der E-Sport-Liga Cyberathlete Professional League.
Ebenfalls 2003 kehrte Romero wieder zum PC-Spielesektor zurück und arbeitete mit seinem ehemaligen Kollegen Tom Hall als Projektleiter beim Publisher Midway Games. Dort beschäftigte sich Romero zusammen mit dem ehemaligen Black-Isle-Mitarbeiter Joshua E. Sawyer an der Entwicklung des Actionrollenspiels Gauntlet: Seven Sorrows. Die Zusammenarbeit mit Midway endete aus unbekannten Gründen noch vor der Veröffentlichung des Spiels im Juli 2005.
Ende August gab Romero bekannt, Mitgründer eines neuen Entwicklungsstudios in der kalifornischen San Francisco Bay Area zu sein, das Mitte 2006 auf den Namen Slipgate Ironworks (kurz Slipgate) getauft wurde. Der Name ist eine Anspielung auf ein Teleportationsgerät, das im Spiel Quake auftauchte.
In einem Interview mit einem US-Magazin bestätigte Romero im September 2005, an einem MMOG zu arbeiten. Eigenen Angaben zufolge wurde in das Projekt schon deutlich mehr als 10 Millionen $ investiert. Seinen Geschäftspartner hat er angeblich bei Internetrecherchen gefunden. Zitat aus dem Interview: „Wir sind keine gewöhnliche Spieleentwicklungsfirma und wir produzieren keine gewöhnlichen Spiele.“ Das derzeit nur als Super Secret Mystery Project bekannte Videospiel soll, wie Romero später erneut bekräftige, etwas Einmaliges sein und könnte bei seiner ersten Präsentation die Anwesenden „ein bisschen“ schockieren.
2010 war er auch maßgeblich an der Entwicklung des Social Network Games Ravenwood Fair beteiligt. Romero betreibt zusammen mit seiner Frau Brenda das Studio Romero Games, welches 2020 den Strategie-Titel Empire of Sin veröffentlichte.

## Privates
Romero war von 1987 bis 1989 mit Kelly Mitchell verheiratet, ab 1990 dann mit Elizabeth Ann McCall. Über die Probleme seines Unternehmens zerbrach Romeros zweite Ehe und er ging eine Beziehung mit seiner Mitarbeiterin Stevie Case ein, die als Testerin und später auch als Leveldesignerin an Daikatana mitarbeitete. 2003 endete diese Beziehung. 2004 heiratete er Raluca Alexandra Pleșca. Die Ehe hielt bis 2011. An seinem Geburtstag im Oktober 2012 heiratete er schließlich Brenda Brathwaite.
Aus seinen ersten beiden Ehen hat Romero drei Kinder: Michael Alfonso (* 1988), Steven Patrick (* 1989) und Lillia Antoinette (* 1998).